# Rheinische Eisenbahn-Gesellschaft

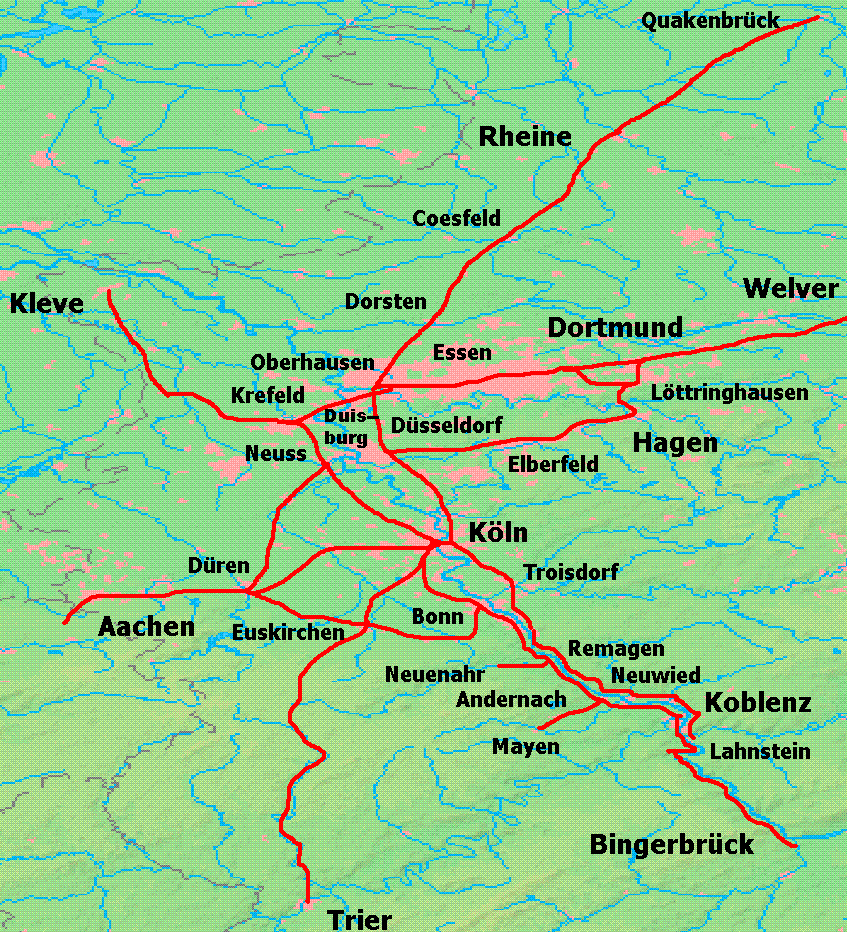
Strecken der Rheinischen Eisenbahn-Gesellschaft kurz vor der Verstaatlichung

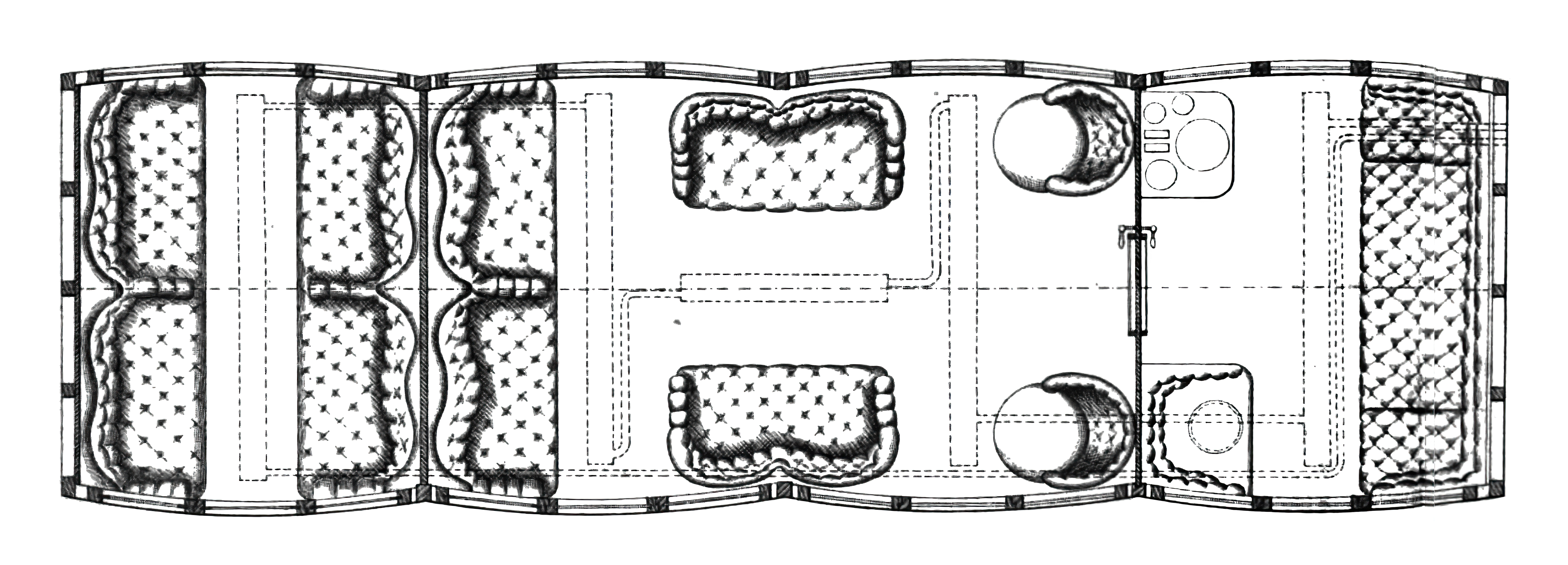
Salonwagen der Rheinischen Eisenbahn, 1860er Jahre

Die Rheinische Eisenbahn-Gesellschaft (abgekürzt RhE) war ein Eisenbahnunternehmen im 19. Jahrhundert, das neben der Köln-Mindener und der Bergisch-Märkischen zu den drei großen Eisenbahn-Gesellschaften gehörte, die ab der Mitte des 19. Jahrhunderts vor allem das Rheinland und das Ruhrgebiet (im heutigen Nordrhein-Westfalen und nördlichen Rheinland-Pfalz) durch die Eisenbahn erschlossen haben.

## Gründung
Bei der Suche nach Möglichkeiten die hohen niederländischen Rheinzölle zu vermeiden wurden die Industriellen am Rhein und im Bergischen Land schon früh auf die Eisenbahn aufmerksam. Auch der 1831 gegründete belgische Staat war an Handelsbeziehungen mit Preußen interessiert. Als Nicht-Rheinanlieger war das Land gegenüber den Niederlanden im Handel benachteiligt und trieb den Aufbau seines Schienennetzes voran.
Im Dezember 1833 erhielt das Kölner Eisenbahnkomitee unter der Leitung des Kölner Oberbürgermeisters Johann Adolph Steinberger und des Unternehmers Ludolf Camphausen die Konzession zur Errichtung einer Eisenbahnlinie zwischen Köln und der belgischen Grenze. Die vom Kölner Eisenbahnkomitee ausgearbeitete Linienführung enthielt eine Umgehung der Stadt Aachen, womit die dort ansässigen Kaufleute nicht einverstanden waren. Unter der Leitung von David Hansemann und Philipp Heinrich Pastor gründeten sie ihrerseits das Aachener Eisenbahnkomitee. Dies war der Beginn des sogenannten Eisenbahnstreites zwischen Köln und Aachen.
In Köln wurde 1836 die Rheinische Eisenbahn-Gesellschaft gegründet; erster Präsident der Gesellschaft wurde Ludolf Camphausen. In Aachen wurde am 31. März 1836 als Gegenorganisation die Preußisch-Rheinische Eisenbahngesellschaft gegründet (durch David Hansemann). Jede Bahngesellschaft vertrat dabei die Interessen der Kaufleute ihres Gründungsorts. Am 6. April 1836 konnte eine Konferenz in Jülich, die vom Oberpräsidenten der Rheinprovinz Ernst von Bodelschwingh geleitet wurde und an der Vertreter der Aachener und Kölner Wirtschaft teilnahmen, keine Lösung im Eisenbahnstreit hervorbringen. Hansemann und der Aachener Tuchfabrikant Joseph van Gülpen reisten daraufhin nach Berlin und übergaben ein Gesuch, welches eine Linienführung über Aachen erreichen sollte. In Berlin fanden langwierige Verhandlungen zwischen Aachener und Kölner Vertretern statt, bis der preußische König Friedrich Wilhelm III. am 12. Februar 1837 die Linienführung über Aachen beschloss und damit den Eisenbahnstreit beendete.
Vom 31. März bis zum 8. Juni wurde in Köln auf einer „Gemeinsamen Generalversammlung“ die Verschmelzung der Rheinischen Eisenbahn-Gesellschaft und der Preußisch-Rheinischen Eisenbahn-Gesellschaft beschlossen, sodass am 9. Juli 1837 die Neugründung der Rheinischen Eisenbahn-Gesellschaft stattfinden konnte.
Ab 1844 bis zur Verstaatlichung übernahm Gustav Mevissen das Präsidentenamt der Rheinischen Eisenbahn-Gesellschaft.
Eine Verbindung mit den deutschen Nordseehäfen kam erst Jahre später zustande. Erst 1843 wurde die Köln-Mindener Eisenbahn-Gesellschaft gegründet, die bis 1847 die Bahnstrecke bis Minden erbaute. Über die Königlich Hannöverschen Staatseisenbahnen ergaben sich mit Umwegen Anschlüsse zu deutschen Seehäfen. Direkte Bahnstrecken vom rheinisch-westfälischen Industriegebiet zu deutschen Nordseehäfen wurden erst 1856 mit der Hannoverschen Westbahn nach Emden und 1873/1874 mit der Hamburg-Venloer Bahn nach Bremen und Hamburg eröffnet.

## Streckenbau

### Köln–Aachen–Belgien

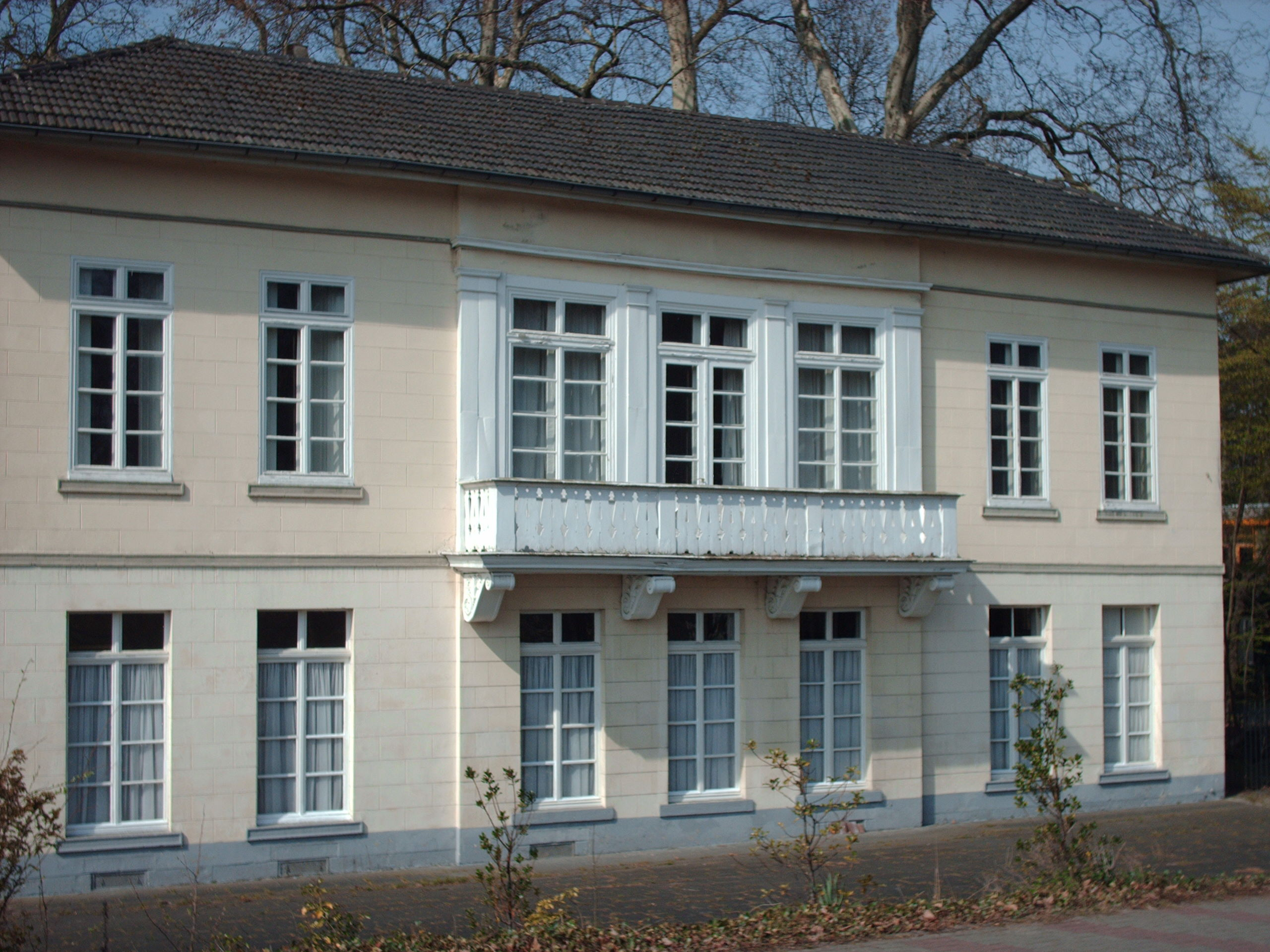
Haus Belvedere, Endpunkt der Strecke nach Müngersdorf

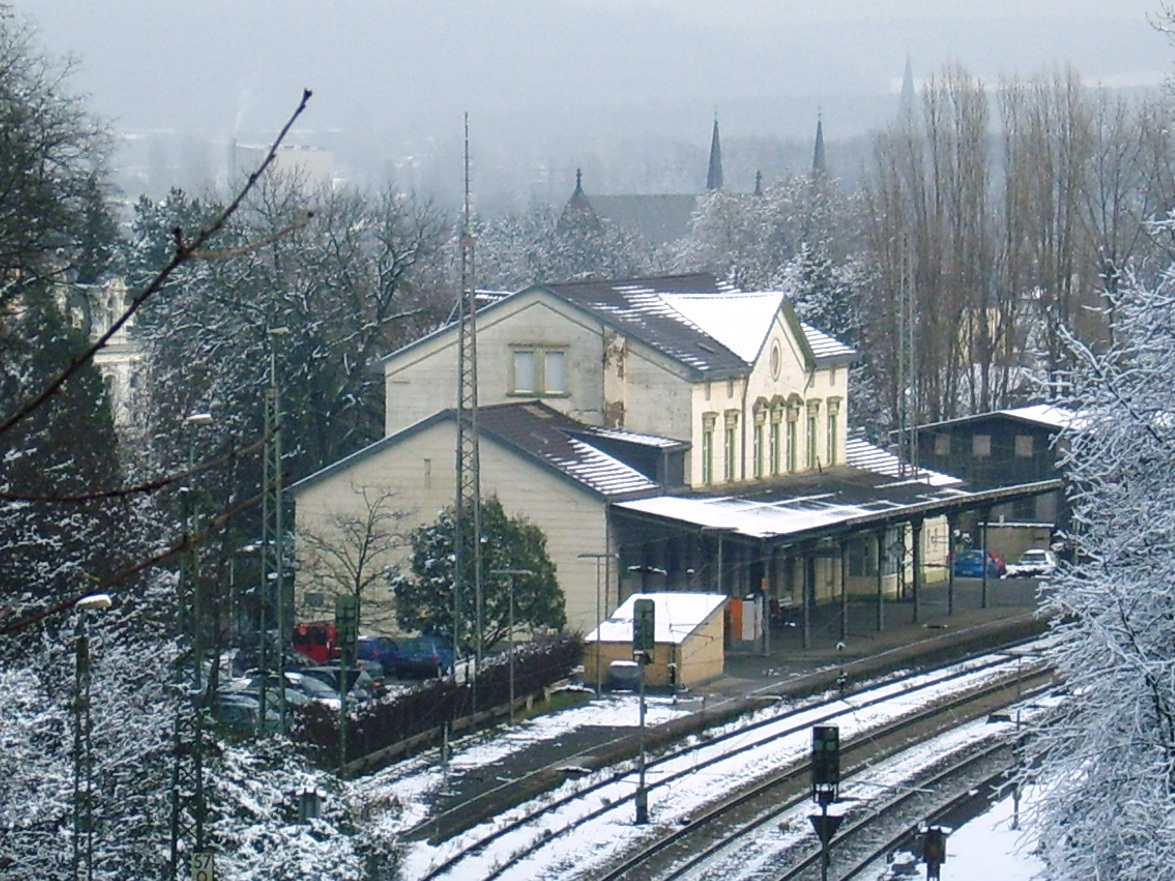
Blick vom Ichenberger Tunnel auf Eschweiler Hbf zwischen Düren und Aachen

Am 21. August 1837 erhielt die Gesellschaft die preußische Konzession zum Bau der 86 Kilometer langen Bahnstrecke Köln – Düren – Aachen – belgische Grenze, nachdem der Streit um die Streckenführung beigelegt worden war. Das erste Streckenstück in Köln mit sieben Kilometern nach Müngersdorf konnte 1839 eröffnet werden. Zwei weitere Abschnitte über Lövenich und Düren nach Aachen wurden 1840 und 1841 fertiggestellt. Dazu gehörte auch der inzwischen aufgeschlitzte 1.632 m lange Königsdorfer Tunnel. Der letzte Abschnitt bis zur belgischen Grenze bei Herbesthal wurde am 15. Oktober 1843 dem Verkehr übergeben. Hier gab es auf der Steigung von 1:38 zwischen Aachen und Ronheide (Ronheider Rampe) bis 1855 einen Seilzugbetrieb mit einer stationären Dampfmaschine. Die Strecke war die erste von Deutschland ins Ausland führende Eisenbahn.
Mit der Eröffnung der Strecke gab es über das schon gut ausgebaute belgische Netz schon zwei Verbindungen bis nach Nordfrankreich; die Strecken von dort nach Paris wurden 1846 fertig: am 16. Juni von Valenciennes und am 20. Juni 1846 von Lille.

### Linke Rheinstrecke und Kölner Centralbahnhof
Die RhE begann ihre Expansion am 1. Januar 1857 mit der Übernahme der Bonn-Cölner Eisenbahn-Gesellschaft (BCE) für 1,05 Millionen Taler mit ihrer 45 Kilometer langen Strecke Köln (Bf. St. Pantaleon)-Bonn–Rolandseck. Sie baute diese linke Rheinstrecke bis 1859 mit einer Länge von 107 Kilometern weiter über Koblenz nach Bingerbrück und erhielt dadurch Anschlüsse an die Hessische Ludwigsbahn nach Mainz und Ludwigshafen sowie an die Rhein-Nahe-Bahn nach Saarbrücken zu den dortigen Kohlengruben (Saarrevier). Außerdem wurde über die Pfaffendorfer Rheinbrücke 1864 eine Verbindung von Koblenz mit der Nassauischen Staatsbahn in Oberlahnstein hergestellt. Für dieses Streckenstück und die Brücke übernahm der preußische Staat eine Zinsgarantie und beteiligte sich an den Baukosten der Brücke.
Nach der Fusion mit der BCE wurde im gleichen Jahr der „Centralbahnhof“ nach den Plänen von Hermann Otto Pflaume im Auftrag der RhE gebaut. Zusammen mit der Dombrücke wurde der Bahnhof 1859 eröffnet. Der Centralbahnhof war ein kombinierter Kopf- und Durchgangsbahnhof: An vier Kopfgleisen endeten die Züge der RhE aus Westen, während die Züge der CME von der Dombrücke auf zwei Durchgangsgleisen den Bahnhof tangierten.

### Köln–Kleve–Niederlande
Am 1. Juni 1860 wurde die Cöln-Crefelder Eisenbahn von der Rheinischen Eisenbahn übernommen und deren 53 Kilometer lange Strecke von Köln nach Krefeld 1863 um weitere 65 Kilometer über Goch bis Kleve verlängert. Von dort baute sie 1865 eine Bahnstrecke über die Griethausener Eisenbahnbrücke, das Trajekt Spyck–Welle und Elten ins niederländische Zevenaar.
Dadurch erhielt die Rheinische Eisenbahn-Gesellschaft nicht nur einen Anschluss an die niederländischen Nordseehäfen, sondern wurde auch Teil einer lukrativen Durchgangsstrecke nach Süddeutschland und der Schweiz. Ebenfalls entstand im gleichen Jahr ein Anschluss von Kleve nach Nijmegen. In Goch wurde 1878 ein repräsentatives neues Empfangsgebäude in Insellage als Gemeinschaftsbahnhof mit der dort kreuzenden Noord-Brabantsch-Duitsche Spoorweg-Maatschappij in Betrieb genommen.
Eine weitere Verbindung in die Niederlande eröffnete die RhE 1868 mit ihrer Bahnstrecke Kempen–Venlo, die ab Kaldenkirchen parallel zur Bahnstrecke Viersen–Venlo der Bergisch-Märkischen Eisenbahn-Gesellschaft verläuft.

### Eifelbahn

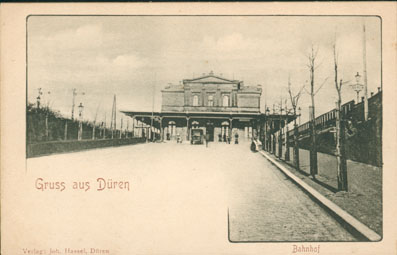
Düren Bf. 1920

1864 begann man den Bau der 170 Kilometer langen und mehr als 16 Millionen Taler teuren Eifelbahn von Düren über Euskirchen und Gerolstein nach Trier, das am 15. Juli 1871 erreicht wurde. Damit erhielt die Rheinische Eisenbahn-Gesellschaft einen zweiten Zugang zum Saarrevier und günstige Anschlüsse zu den Erzgruben im 1870/1871 deutsch gewordenen Lothringen. Nach dem Krieg von 1866 bemühte sich die Gesellschaft, als Ergänzung ihrer in Bau befindlichen Eifelbahn und der geplanten rechtsrheinischen Strecke die saarländischen Bahnen und die Nassauische Staatsbahn Wiesbaden – Oberlahnstein – Wetzlar vom preußischen Staat zu übernehmen. Da dieser jedoch zusätzlich die Übernahme der hoch defizitären Rhein-Nahe-Eisenbahn forderte, wurde aus dieser interessanten Erweiterung nichts. Eine Übernahme der Nahetalbahn hätte die Rentabilität der Eifelbahn stark eingeschränkt.

### Ruhrgebietsstrecke
Der Schritt über den Rhein gelang der bis dahin nur linksrheinisch tätigen Gesellschaft am 1. September 1866, als sie ihre Ruhrgebietsstrecke von Osterath über Krefeld-Uerdingen, (Duisburg-)Rheinhausen, das Trajekt Rheinhausen–Hochfeld über den Rhein, (Duisburg-)Hochfeld, (Mülheim-)Speldorf, Mülheim (Rheinisch), (Mülheim-)Heißen nach Essen Nord (Rheinisch) eröffnen konnte.
Zum größten Teil für die Anschließer kostenlos baute sie Anschlussgleise zu vielen Steinkohlenzechen in dieser Region. Die Strecke wurde bis 1874 über Bochum Nord, Langendreer Nord nach Dortmund Süd weitergeführt. Im gleichen Jahr wurde das Trajekt durch eine feste Rheinbrücke (Duisburg-Hochfelder Eisenbahnbrücke) ersetzt und rechtsrheinisch die freigewordenen Uferanlagen zu einem bahneigenen Hafen ausgebaut und für die Schiffsverladung der angefahrenen Kohlen genutzt.
Am 15. Februar 1870 ging eine drei Kilometer lange Stichbahn vom Trajektbahnhof Hochfeld nach (Alt-)Duisburg in Betrieb, die 1879 Ausgangspunkt der Bahnstrecke nach Quakenbrück wurde. Dadurch gab es in Duisburg am Ort des heutigen Hauptbahnhofes bis zu dessen Errichtung im Jahr 1935 lange Zeit drei selbständige Bahnhöfe der großen Privatbahnen auf engem Raum.
Die Trasse, die zum Teil immer noch als „Rheinische Bahn“ bezeichnet wird, ist heute in Teilabschnitten stillgelegt und wird – wenn überhaupt – zumeist nur von Übergabe-Güterzügen befahren; lediglich die Trasse in Dortmund Süd wird von der S 4 der S-Bahn Rhein-Ruhr befahren. Im Rahmen der Vereinigung der Universitäten Duisburg und Essen wurde ebenso kurzzeitig wie ergebnislos diskutiert, die Trasse von Duisburg-Neudorf über (Mülheim-)Speldorf, Mülheim (Ruhr) Hauptbahnhof, (Mülheim-)Heißen nach Essen Nord für den Personenverkehr herzurichten, um eine Direktverbindung der beiden Campus einzurichten. Dieser Abschnitt ist (Stand 2009) stillgelegt und in einen Rad- und Wanderweg umgebaut.
Am 6. März 2011 wurde die Brücke über die A40 in Bochum demontiert. Somit ist die am 15. Oktober 1874 in Betrieb genommene Verbindung vom Bahnhof Gelsenkirchen-Wattenscheid zum Bahnhof Bochum Nord unterbrochen.
Im Zuge der Überbauung des ehemaligen Bahnhofsareals in Essen für die Grüne Mitte wurden umfangreiche archäologische Grabungen durchgeführt, bei denen mehrere Schichten und Abschnitte in der Entwicklung des Bahnbetriebs im ehemaligen Bahnhof Essen Nord gefunden wurden.

### Rechte Rheinstrecke

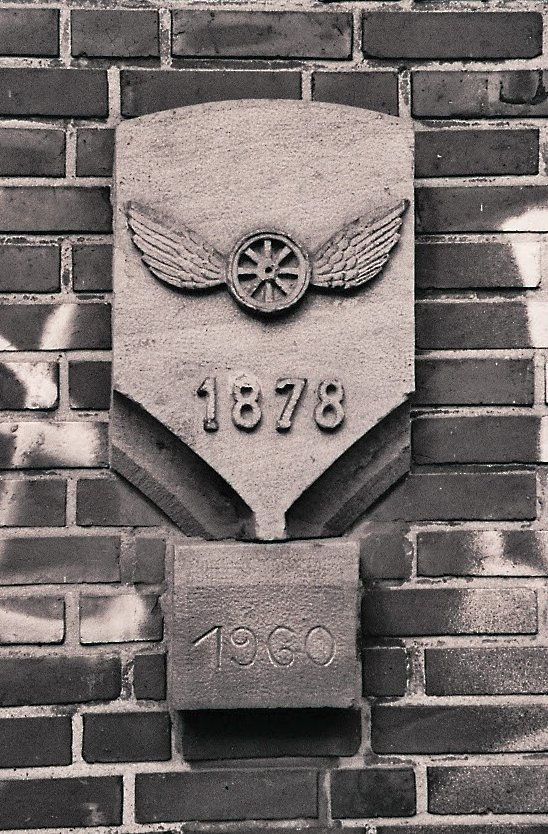
Schlussstein des ehemaligen Bahnhofes in Herdecke

Außerdem erbaute die Rheinische Eisenbahn-Gesellschaft ab 1869 die rechte Rheinstrecke von Ehrenbreitstein bei Koblenz über Neuwied, Oberkassel nach Troisdorf, das 1871 erreicht wurde. In Oberkassel wurde am 1. November 1870 das Trajekt Bonn–Oberkassel eröffnet, das bis 1914 in Betrieb blieb und die linke und die rechte Rheinstrecke miteinander verband. Ein ähnlicher Übergang, das Trajekt Stolzenfels–Oberlahnstein, gab es 1862–1864 südlich von Koblenz zur vorzeitigen Verbindung der rechten mit der linken Rheinstrecke, bis der Bau der Pfaffendorfer Eisenbahnbrücke fertiggestellt werden konnte. Der Weiterbau als Bahnstrecke Mülheim-Speldorf–Troisdorf über Köln-Mülheim, Opladen, Düsseldorf-Eller und Ratingen West schloss 1874 diese Strecke an die bereits genannte Ruhrgebietsstrecke an und öffnete für die Kohlentransporte den billigen Weg nach Süden.
Die Ruhrgebietsstrecke verlief weitgehend parallel zur bestehenden Bahnstrecke Duisburg–Dortmund der Bergisch-Märkischen Eisenbahn-Gesellschaft und sollte durch den Anschluss vieler Bergwerke an das eigene Streckennetz einen Teil der lukrativen Kohlentransporte von der Konkurrenz abziehen. Dieses Vorhaben ihres Präsidenten, des Geheimen Kommerzienrats v. Mevissen, gelang der Rheinischen Eisenbahn-Gesellschaft vollständig. Die Kohlentransporte wuchsen von Anfang an enorm, da die Bahn mit ihrem neu eingeführten Einpfennig-Tarif für den Kohlentransport die Tarife der anderen Gesellschaft deutlich unterbot. Als Folge fielen die Kohlenpreise in Deutschland und im benachbarten Ausland um 10 % bis 15 %.

### Bergisches Land

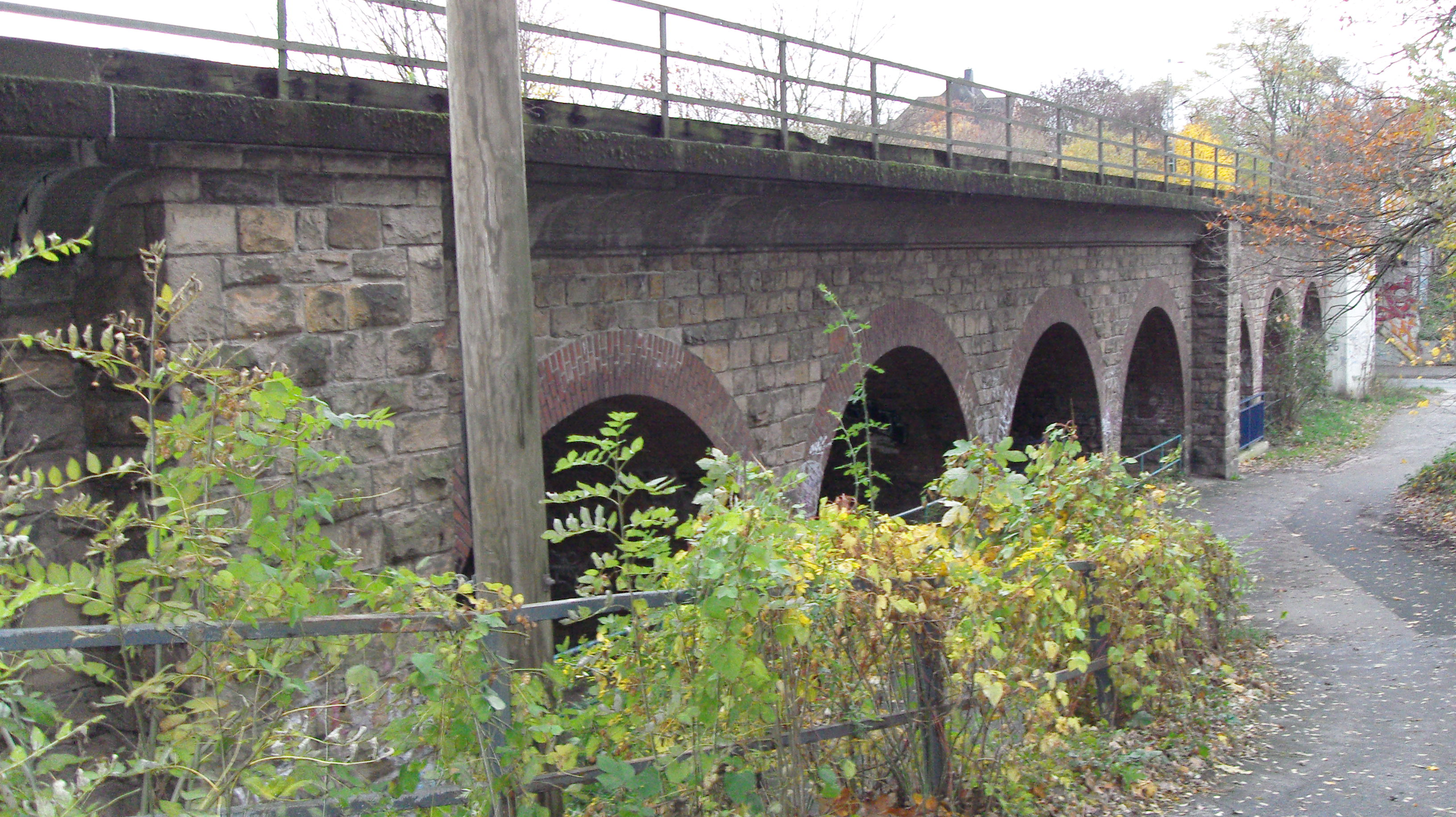
Viadukt über die Hasper Kohlenbahn zwischen Hagen-Westerbauer und Hagen-Heubing

Die gleiche Strategie verfolgte das Unternehmen ab 1873 mit dem Bau der erst am 19. September 1879 eröffneten 75 Kilometer langen Bahnstrecke Düsseldorf-Derendorf–Dortmund Süd von Düsseldorf über Elberfeld (heute zu Wuppertal), Schwelm Nord, Gevelsberg, Hagen, Herdecke und Hörde nach Dortmund, mit der sie ebenfalls einer Linie der Bergisch-Märkischen Eisenbahn-Gesellschaft Konkurrenz machte. Von dieser Strecke zweigte in Dortmund-Löttringhausen eine Strecke nach Langendreer über Witten Ost ab (Rheinischer Esel).
Genutzt wird die Strecke heute von Düsseldorf bis Mettmann (Personen-(S 28) und Güterzüge) bzw. bis Dornap-Hahnenfurth (nur Güterzüge). Ab Ende 2020 soll der Personenverkehr bis Wuppertal-Vohwinkel (durch die Verlängerung der S 28-Strecke bis Wuppertal Hbf) wieder aufgenommen werden. Allerdings wird Vohwinkel selbstverständlich nicht auf der alten Strecke via Wuppertal-Lüntenbeck erreicht, da dies aus betrieblichen Gründen immer schon nur von Osten her möglich war und zudem der dann zu durchfahrende Tesch-Tunnel inzwischen zum Schutz der darin ihr Winterquartier suchenden Fledermäuse nicht mehr genutzt werden darf. Stattdessen wird die Trasse kurz vor dem Bahnhof Dornap-Hahnenfurth parallel zur Bundesstraße 7 nach Nordosten verschwenkt, wo sie nach etwa zwei Kilometern und dem Passieren des neuen Haltepunkts Hahnenfurth-Düssel auf die von Essen-Steele kommende Prinz-Wilhelm-Bahn einschleift, die über den Keilbahnhof in Vohwinkel die Wuppertaler Hauptstrecke erreicht.
Mit Eröffnung der Wuppertaler Nordbahntrasse am 19. Dezember 2014 ist die Konversion zum Rad- und Wanderweg für den Abschnitt Wuppertal-Lüntenbeck – Wuppertal-Wichlinghausen vollzogen. Hierzu gehört auch die kurze Verbindungsstrecke zur Bergisch-Märkischen Eisenbahn Lüntenbeck-Vohwinkel. Auch ihr Pendant am anderen (östlichen) Ende Wuppertals, die dortige Verbindungsstrecke zur Bergisch-Märkischen Eisenbahn Wichlinghausen-Langerfeld ist seit Ende 2019 als Schwarzbachtrasse ein ebensolcher Freiraum für den nicht motorisierten Verkehr. Die Wuppertalbewegung, ein gemeinnütziger Verein, der Initiator der Umwandlung war, betreibt nun die Instandhaltung der Trasse und ihrer Bauwerke.
Gleise liegen hier nur noch vom Westportal des Rott-Tunnels vorbei am Bahnhof Loh ein Stück den ehemaligen Anschluss der Konsumgenossenschaft Vorwärts-Befreiung auf Clausen hinauf, 1,6 für Draisinenfahrten genutzte Kilometer lang.
Im weiteren Verlauf ab Wuppertal-Wichlinghausen, dessen 13 ha großes Rangierbahnhof-Areal als "Bergisches Plateau" mit 300 Wohneinheiten eine urbane Renaissance erlebt, ist die Strecke längst stillgelegt und abgebaut bis Schwelm-Loh. Hinter Schwelm-Loh bis Hagen wird die Strecke von der S 8 der S-Bahn Rhein-Ruhr befahren, die über eine Verbindungsstrecke vom Bahnhof Schwelm der Bergisch-Märkischen Eisenbahn herüberkommt. Im Bahnhof Gevelsberg West mündet diese Verbindung in die Rheinische Strecke; vorher wird noch in zwei dicht nebeneinander verlaufenden, mehrere hundert Meter langen parallelen Tunneln der nördliche Schwelmer Höhenzug unterquert. Das kurze Teilstück Loh-Gevelsberg West wurde bis Dezember 2005(?) noch von Güterzügen zwecks Bedienung eines Schrotthändlers genutzt, dann aber "wegen Unwirtschaftlichkeit" seitens der DB Netz zur Übernahme durch Dritte ausgeschrieben und 2006 ebenfalls stillgelegt.

### Zur Nordsee

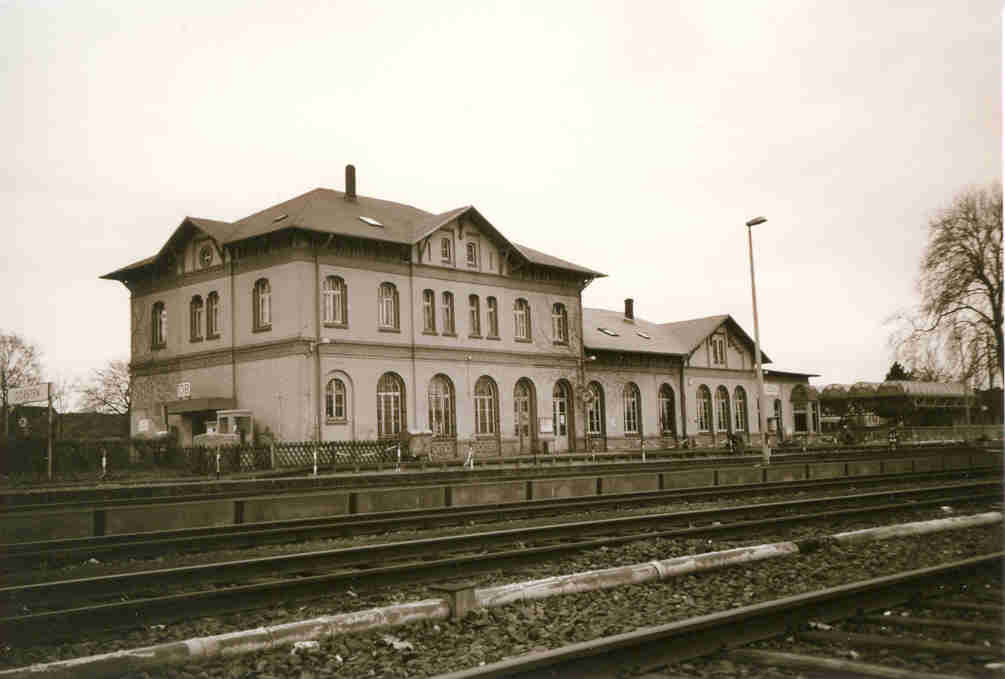
Der Bahnhof von Dorsten als typisches Gebäude der Rheinischen Eisenbahn-Gesellschaft

Der Rheinischen Eisenbahn-Gesellschaft fehlte nun noch eine Verbindung zu den deutschen Nordseehäfen. Hier hatte die Köln-Mindener Eisenbahn-Gesellschaft seit dem 18. Juni 1874 mit der Eröffnung ihrer Strecke von Wanne über Haltern, Münster, Osnabrück und Bremen nach Hamburg den gesamten Bahnverkehr unter ihre Kontrolle gebracht.
Mit ihrer preußischen Konzession vom 9. Juni 1873 erbaute die Rheinische Eisenbahn-Gesellschaft innerhalb von 6 Jahren eine eigene Strecke nach Norden. Vom 1870 errichteten Rheinischen Bahnhof in Duisburg ausgehend führte die am 1. Juli 1879 eröffnete, 175 Kilometer lange Bahnstrecke Duisburg–Quakenbrück über Oberhausen West, Bottrop Nord, Dorsten und Rheine nach Quakenbrück. In Rheine hatte sie Anschluss über das Streckennetz der Westfälischen Eisenbahn nach Emden und in Quakenbrück an die Großherzoglich Oldenburgischen Staatseisenbahnen nach Wilhelmshaven.

### Heute noch in Betrieb
Im Ruhrgebiet waren die Strecken der Rheinischen Eisenbahn-Gesellschaft bedingt durch den verhältnismäßig späten Bau nicht optimal an die damaligen Wirtschaftszentren angebunden, zumal sie im Wesentlichen zur Kohlenabfuhr geplant worden waren. Das erklärt, warum heute dort die meisten Strecken der RhE nicht mehr in Betrieb sind. Dagegen sind die Strecken im Rheinland und im Rheintal auch heute noch für die Bahn unverzichtbar.

## Lokomotiven und Wagen

Wagen 1./2. Klasse der RhE für den durchgehenden Verkehr Köln–Wien, 1869

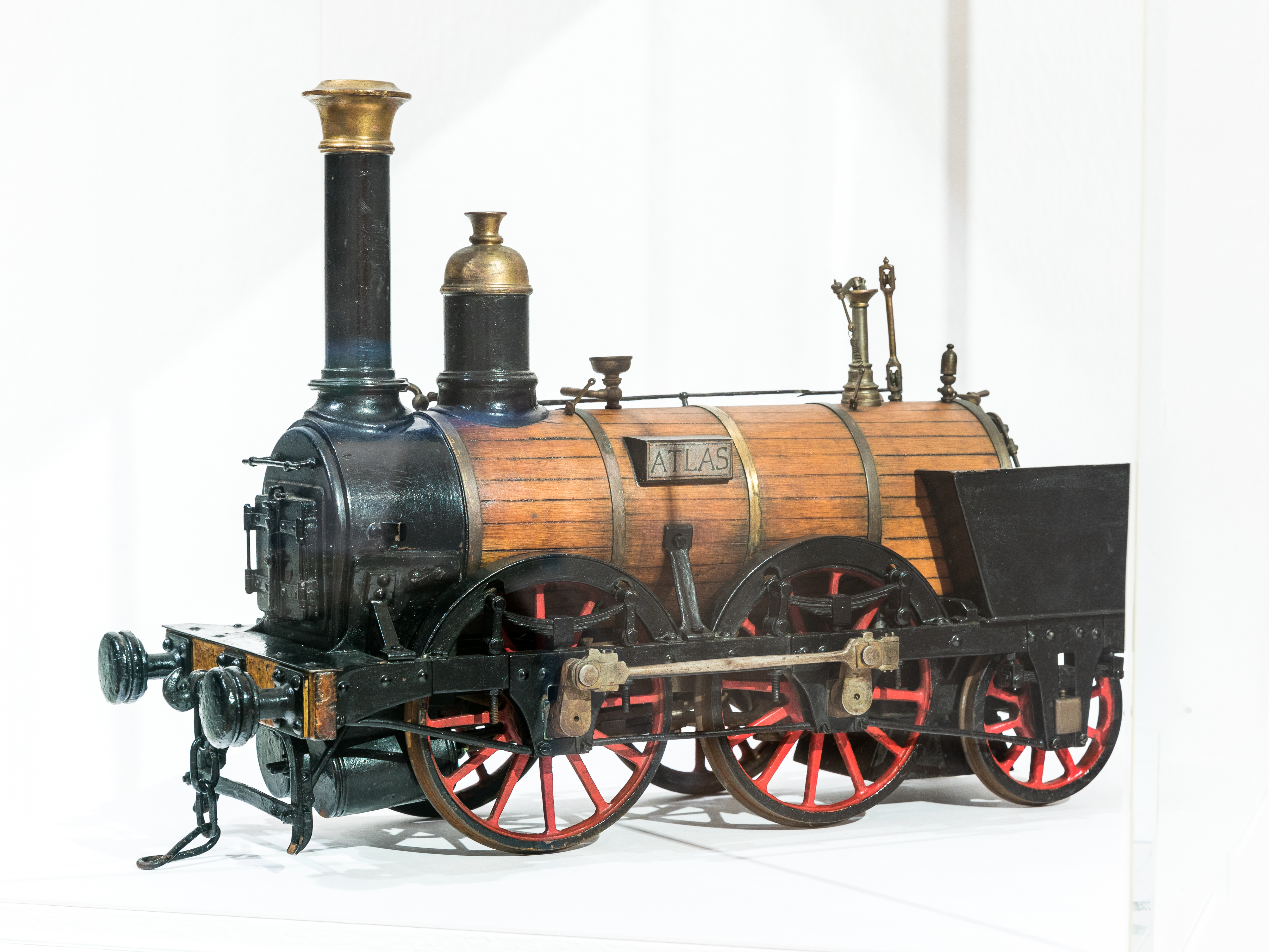
Modell der „Atlas“ im Maßstab 1:20

Schienendrehkran der RhE von 1874

Die Rheinische Eisenbahn-Gesellschaft begann 1839 ihren Betrieb mit Maschinen aus der englischen Lokomotivfabrik von George Stephenson. Zwei dieser Maschinen aus einer Lieferung des Jahres 1845 mit den Namen Saturn und Schelde waren 1875 noch in Betrieb.
1837 wurde die „Atlas“ zusammen mit zwei kleineren Maschinen „Pluto“ und „Phönix“ beim englischen Hersteller Longridge, Starbuck & Co. in Newcastle bestellt. Am 2. August 1839 zogen „Atlas“ und „Pluto“ erstmals einen Zug vom Kölner Bahnhof „Am Thürmchen“ bis nach Müngersdorf.
Hauptlieferanten für Lokomotiven waren jedoch die Lokomotivfabrik Borsig in Berlin mit über 380 Maschinen und Henschel & Sohn in Kassel mit mehr als 50 Lokomotiven. Dazu gehörten auch sogenannte Crampton-Lokomotiven mit der Achsfolge 2 A und mit einem Treibraddurchmesser von 2.135 mm. Die meisten anderen Lokomotiven hatten die Achsfolge 1 B oder C.
Für die kurvenreiche Eifelstrecke wurden ab 1871 von Beyer, Peacock in Manchester und später vom Stettiner „Vulcan“ Schlepptenderloks mit der Achsfolge 2 B bezogen. Mit der Einstellung des Seilzugbetriebs in Aachen übernahmen ab 1855 schwere Bergzug-Tenderlokomotiven der Achsfolge C den Nachschub der Züge nach Ronheide.
Bei den Personenwagen handelte es sich um Abteilwagen, die meist von der MAN gebaut worden waren. Die Güterwagen trugen einen hellgrauen Anstrich.

## Geschäftsverlauf und Verstaatlichung

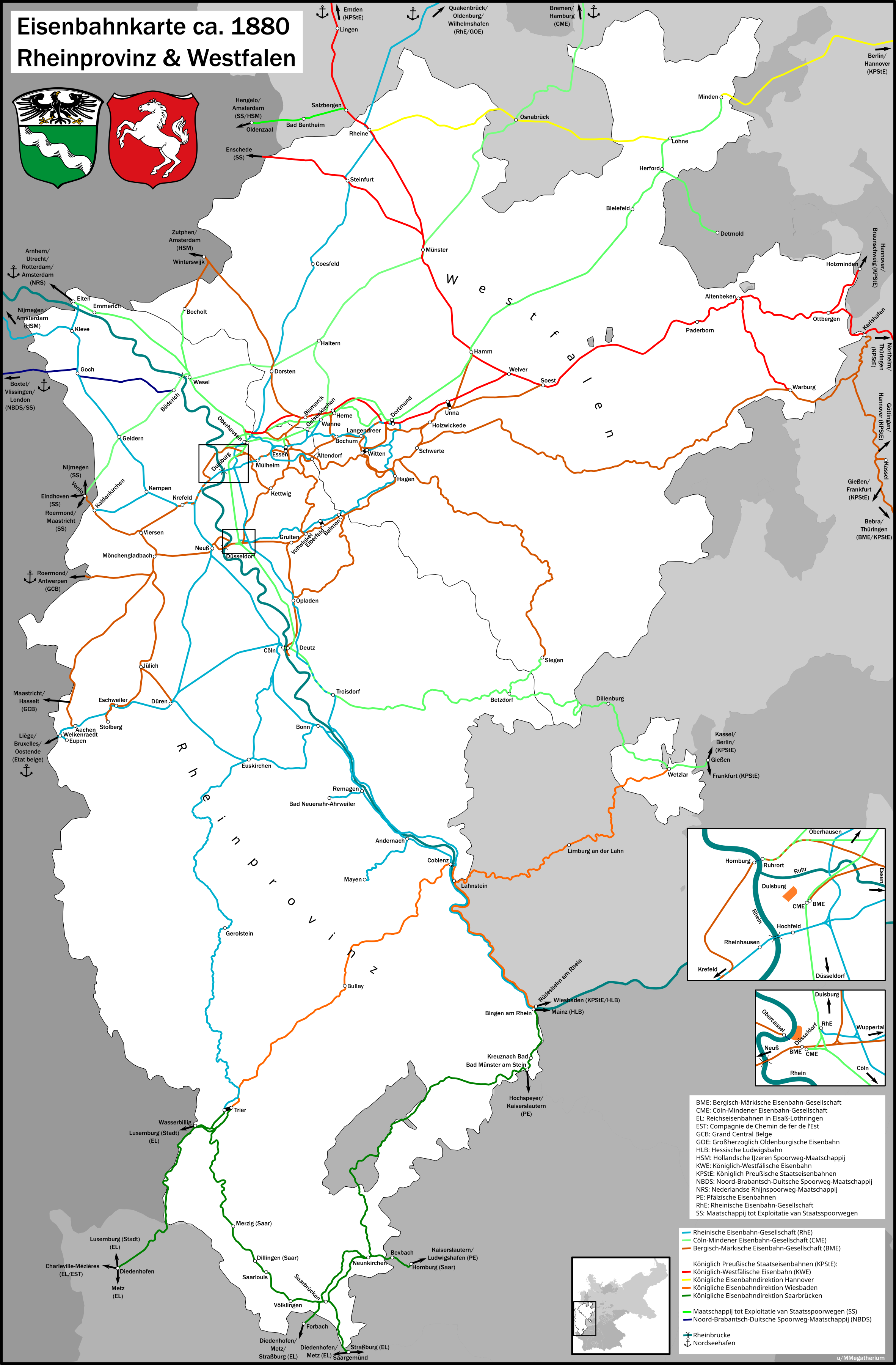
Eisenbahnkarte Rheinprovinz & Westfalen (ca. 1880), kurz vor der Verstaatlichung

Bei der Gründung der Rheinischen Eisenbahn führend war der Bankier und Kaufmann Ludolf Camphausen. Ebenfalls frühzeitig beteiligt waren weitere Bankiers wie Wilhelm Deichmann (von A. Schaaffhausen & Co.) und J. H. Stein & Co., später auch Abraham Oppenheim (Sal. Oppenheim jr. & Cie) und J. D. Herstatt. Mit einem anfänglichen Aktienkapital von drei Millionen Talern war die Rheinische Eisenbahn damals das größte Privatunternehmen Preußens.
Bereits vor der konstituierenden Versammlung der Gesellschaft fand sich eine Gruppe um den Bankier Abraham Oppenheim zusammen, die gemeinsam die Stimmenmehrheit innehatte. Oppenheim allein hielt fast ein Viertel des Aktienkapitals, die sechs größten Kölner Bankiers zusammen ein weiteres Drittel. Ein halbes Jahr später hielt Oppenheim zusammen mit dem befreundeten belgischen Bankier Bischoffsheim allein eine Mehrheit.
Noch bevor die Eisenbahngesellschaft den Betrieb aufnahm, erzielten die Bankiers beträchtliche Gewinne durch Spekulations- und insbesondere Arbitragegeschäfte, die häufig ohne erkennbaren Nutzen für das Unternehmen auf Kosten anderer Kapitalanleger abgewickelt wurden. Das Vorgehen brachte den Bankiers Kritik seitens des Publikums ein, besonders weil sie dabei ihre Doppelrolle als Unternehmensentscheidungsträger und als Finanzintermediär zu deutlich zugunsten des Letzteren ausnutzten. So vereinbarte Abraham Oppenheim mit anderen »Insidern« wie David Hansemann (1837) oder mit Gustav Mevissen (etwas später), den Preis der REG-Wertpapiere in Köln durch Verkäufe zu drücken bzw. durch möglichst unauffällige Käufe niedrig zu halten, damit der Arbitragegewinn in anderen Märkten wie Brüssel, Paris oder Berlin größer ausfallen konnte. Dieses Geschäft war für ihn höchst profitabel, weil etwa das Geschäft mit Paris bereits nach 2 Monaten eine Jahresrendite zwischen 10 und 90 % erzielte.
Um die hohen Kapitalbedürfnisse des Eisenbahnunternehmens zu decken, entwickelten die Bankiers neue Kooperationsformen wie überregionale Konsortien (Emissionskonsortien) und später Aktienbanken. Als die Kölner Bankiers bei einer Kapitalerhöhung 1838/1839 wegen der schwachen Konjunktur und dem deshalb schleppenden Aktienverkauf in Liquiditätsnot kamen, versuchten sie, ihre finanziellen Verpflichtungen an die Bahngesellschaft zurückzugeben. Schließlich kaufte 1840 der belgische Staat die bislang unverkäuflichen Anteile.
Nachdem die Gesellschaft 1841 den Eisenbahnbetrieb aufnahm, gingen steigende Summen in den bei den Bankiers gehaltenen Kassen ein. In den späten 1840er Jahren wurden die Kölner Bankiers zu chronischen Schuldnern bzw. zu »Verwaltern« der Geldüberschüsse der Rheinischen Eisenbahn. Beispielsweise schuldeten sie dem Unternehmen 1847 etwa 300.000 Taler bei einer Bilanzsumme von ca. 10 Millionen Talern. In den 1850er Jahren stiegen diese Summen weiter an, 1858 etwa auf über eine Million Taler, bei einer Bilanzsumme von etwa 23 Millionen.
Im Zuge von Bismarcks Verstaatlichungspolitik wurde am 14. Februar 1880 das Gesetz zur Verstaatlichung der Rheinischen Eisenbahn-Gesellschaft verkündet. Zu diesem Zeitpunkt besaß der Preußische Staat bereits 42 % des Grundkapitals der Gesellschaft. Die für die Verwaltung und Betriebsführung der Bahn gegründete „Königliche Direction der Rheinischen Eisenbahn zu Köln“ übernahm die Betriebsführung schon mit Wirkung vom 1. Januar 1880. Am 23. Februar 1881 wurde diese Direktion in „Königliche Eisenbahn-Direktion zu Köln linksrheinisch“ umbenannt. Die rechtsrheinischen Strecken gingen zusammen mit denen der ebenfalls verstaatlichten Köln-Mindener Eisenbahn-Gesellschaft mit Wirkung vom 1. April 1881 auf die neu gegründete „Königliche Eisenbahn-Direktion zu Köln rechtsrheinisch“ über.
Die Rheinische Eisenbahn-Gesellschaft verfügte bei der Verstaatlichung über 507 Lokomotiven, 862 Personen- und 13.572 Güterwagen. Sie betrieb ein Streckennetz von 1.356 Kilometer Länge. Der über Staatsanleihen finanzierte Kaufpreis betrug 591.129.900 Mark. Aufgelöst wurde die Gesellschaft zum 1. Januar 1886.

## Schriften
- Bittschrift der Rheinischen Eisenbahn-Gesellschaft an die Hohe Stände-Versammlung der Rheinprovinz: nebst Erläuterungs-Bericht. Beaufort, Aachen 1843 (Digitalisat)